# Bjerndrup (Tønder Kommune)
|  | Denne artikel omhandler Bjerndrup i Nørre Løgum Sogn ved Løgumkloster. Stednavnet findes flere steder i Danmark, se Bjerndrup. |
Bjerndrup (tysk: Behrendorf) ligger i Sønderjylland og er en landsby langs Bjerndrupvej i Nørre Løgum Sogn. Landsbyen befinder sig i Tønder Kommune og tilhører Region Syddanmark. Den ligger 6 kilometer nordøst for Løgumkloster og har postnummeret 6240 Løgumkloster.

## Fly-nødlanding under 2. verdenskrig
Ved landevejen Branderupvej ved Kisbækvej, 1 kilometer syd for Bjerndrup, står en mindesten for de 5 engelske flypiloter, som omkom da deres Vickers Wellington HE 170 bombefly forsøgte at nødlande natten mellem den 28. og 29. april 1943. Flyet landede fra nord, kurede på jorden 500 meter, ramte en kanal, tippede og brød i brand, 300 meter syd for hvor mindestenen nu står.
Flyet var en af de 226 Royal Air Force bombefly, som den nat udlagde miner (søminer) i Østersøen og danske farvande. 23 fly gik tabt under operationen, heraf styrtede 11 ned i dansk område (på land eller i havet). Flyet der landede ved Bjerndrup, var blevet beskudt af et tysk jagerfly som samme nat nedskød et andet engelsk bombefly, Wellington X HE395, der styrtede ned 500-600 meter syd for Over Jerstal.
Mindestenen ved Bjerndrup blev rejst i 2003, 60 år efter nødlandingen.
Også ved Øster Højst, 11 kilometer mod syd, skete et flystyrt under krigen, 24. februar 1944.

## Navnet "Bjerndrup"
Navnet Bjerndrup findes som stednavn flere steder, jf. oversigten i artiklen Bjerndrup. Og Bjerndrup forekommer som et personnavn (efternavn).
Om betydningen af navnet Bjerndrup: Efterleddet -drup betyder en "udflytterbebyggelse". Dette efterled og andre med samme betydning (-torp, -trup, -rup og -rp) stammer fra Vikingetiden, jf. artiklen om stednavne. Forleddet Bjern- kan være afledt af "bjørn" (rovdyr) eller mandsnavnet (drengenavnet) "Bjørn". Bjerndrup er egentlig samme navn som Bjerrup.